# Jakov Sirotković
Jakov Sirotković (Rab, 1922. november 7. – Zágráb, 2002. október 31.), horvát közgazdász, politikus, egyetemi tanár, a Zágrábi Egyetem rektora, akadémikus, a Jugoszláv Tudományos és Művészeti Akadémia elnöke.

## Élete
Jakov Sirotković Rabon született 1922-ben. Az általános iskolát Šibenikben végezte, majd ezt követően III. számú fiúgimnáziumban végzett Zágrábban 1941-ben. 1941 és 1943 között orvostudományt tanult. 1943-tól 1945-ig részt vett a nemzeti felszabadító háborúban (a zágrábi partizáncsoport egészségügyi tisztje, a 33. hadosztály 3. dandárja és a 10. zágrábi hadtest 33. hadosztálya egészségügyi zászlóaljának parancsnoka volt).
1945-től 1948-ig a Zágrábi Egyetem Közgazdasági Karán tanult, ahol diplomát szerzett, majd 1951-ben a Zágrábi Egyetemen szerzett közgazdaságtudományi doktorátust. Ugyanezen a karon tanított 1950-től 1991-ig, 1961-től pedig rendes professzorként. 1954-től 1955-ig a London School of Economics-on, 1960-tól 1961-ig a Manchesteri Egyetemen, 1965-ben pedig a Kaliforniai Berkeley-i Egyetemen tanult. 1975-től volt a Jugoszláv Tudományos és Művészeti Akadémia (JAZU) tagja.
1966 és 1968 között a Zágrábi Egyetem rektora, 1970 és 1974 között a Jugoszláv Szövetségi Szocialista Köztársaság Szövetségi Végrehajtó Tanácsának alelnöke, 1974 és 1978 között a Horvát Szocialista Köztársaság Parlamentje (SRH) Végrehajtó Tanácsának elnöke, 1978 és 1991 között a Horvát Tudományos és Művészeti Akadémia elnöke és 1984 – 1991 között a Jugoszláv Enciklopédia főszerkesztője volt.

## Munkássága
Jakov Sirotković 22 könyvet és több mint száz egyéb tudományos közleményt publikált szakmai folyóiratokban, kiadványokban és más szerzőkkel közös közleményekben (tankönyvekben, tudományos konferenciákon, konferenciákon stb.). Kutatásának fő területei a következők voltak: a gazdaságfejlesztés elmélete és politikája, különös tekintettel a tervezésre, a makrogazdasági elemzésre, a gazdaságpolitikára, a volt Jugoszlávia gazdaságára és a horvát gazdaságra.

## Főbb művei
- Planiranje proširene reprodukcije u socijalizmu, Školska knjiga, Zagreb, 1951.
- Što treba znati o našoj privredi, Mladost, Zagreb, 1953.
- Novi privredni sistem FNRJ (Osnove, organizacioni oblici i metode upravljanja), Školska knjiga, Zagreb, 1954.
- Bijela knjiga, zajednički rad na privednoj reformi 1965. (társszerzők: R. Lang, D. Gorupić, M. Mesarić, V. Stipetić, I. Perišin, S. Dabčević-Kučar, Dabčević, Gorupić és mások)
- Ekonomska politika Jugoslavije od 1945. do 1988.: ciljevi i rezultati, JAZU, Radovi Zavoda za ekonomska istraživanja, Svezak 25, Zagreb, 1989.
- Hrvatsko gospodarstvo 1945-1992.: Ekonomski uzroci sloma Jugoslavije i oružane agresije na Hrvatsku, HAZU, Radovi Zavoda za ekonomska istraživanja, Svezak 28, Zagreb 1993.
- Memorandum SANU iz 1995. godine (kritički osvrt na knjigu K. Mihailovića i V. Krestića), predavanja u HAZU, svezak 69, Zagreb 1996.
- Hrvatsko gospodarstvo-privredna kretanja i ekonomska kretanja, HAZU i Golden Marketing, Zagreb, 1996.
- Ekonomska komponenta iluzije centralnosti, Politička misao 2/1997.
- Makroekonomska struktura hrvatskog gospodarstva: razvojne mogućnosti i ograničenja, 2000.

## Fordítás
Ez a szócikk részben vagy egészben  a   Jakov Sirotković című horvát Wikipédia-szócikk ezen változatának fordításán alapul.  Az eredeti cikk szerkesztőit annak laptörténete sorolja fel. Ez a jelzés csupán a megfogalmazás eredetét és a szerzői jogokat jelzi, nem szolgál a cikkben szereplő információk forrásmegjelöléseként.